# Harald Nielsen
Harald Nielsen (Frederikshavn, 26 oktober 1941 – Bologna, 11 augustus 2015) was een Deens profvoetballer.
Nielsen begon zijn carrière in 1959 bij Frederikshavn fI. Hij speelde 50 duels en scoorde 44 keer. Nielsen kwam toen ook uit voor het Deens voetbalelftal en scoorde 15 goals in 14 interlands. Op de Olympische Zomerspelen 1960 pakt hij zilver en werd hij topscorer met 6 doelpunten. Zijn bijnaam werd daardoor Gold-Harald.
In 1961 stapte hij over naar Bologna FC 1909. Hij mocht toen niet meer spelen voor zijn land en daar baalde hij goed van. Hij speelde voor Bologna tot en met 1967 157 wedstrijden en scoorde daarin 81 doelpunten. Daar werd hij al snel "il freddo danese" (De koele Deen) genoemd. In 1963 en 1964 was hij topscorer van de Serie A.
In 1967 werd zijn transfer naar het destijds zeer grote Inter Milaan de duurste voetbaltransfer van de wereld op dat moment. Erg succesvol was hij daarna niet meer. Hij speelde nog voor SSC Napoli en Sampdoria Genua, maar was vaak geblesseerd. In 1970 stopte hij met voetballen.
Hij was getrouwd met Deens actrice Rudi Hansen en zij begonnen een firma in de verkoop van Italiaans leerprodukten naar Scandinavië. Later was hij een van de oprichters van de proftak van de Deense voetbalbond en werd voorzitter van FC Kopenhagen. Hij stopte daarmee in 2007 en werd het eerste erelid van de club. Verder was hij betrokken bij het nationale park Rebild Bakker en verkocht grote houten vakantiehuisjes en schreef zes boeken.
In 2010 werd hij opgenomen in het Deense Football Hall of Fame.
Nielsen overleed in 2015 op 73-jarige leeftijd.
| Logo van de Olympische Spelen | Goud | Zilver | Brons | Logo van de Olympische Spelen |
|                               | 0    | 1      | 0     |                               |